# Harmonium
Harmonium to drugi studyjny album Vanessy Carlton, amerykańskiej piosenkarki i pianistki. Został wydany w 2004 roku, dwa lata po jej debiutanckim "Be Not Nobody". Vanessa wyprodukowała ten album ze swoim chłopakiem, Stephanem Jenkinsem, wokalistą zespołu Third Eye Blind. Drugi album sprzedał się gorzej niż Be Not Nobody, na co miała wpływ gorsza promocja. Z albumu wydane zostały trzy single, z czego dwa ("Private Radio" i "Who's to Say") ukazały się tylko w Azji. Singlem promującym album było White Houses.

Sama Vanessa mówiła o tym albumie, że jest dla niej mniej „formalny” i odnosił się do niej samej bardziej niż poprzedni.

## Lista utworów
1. "White Houses" (Carlton, Jenkins) – 3:45
2. "Who's to Say" (Carlton, Jenkins) – 4:51
3. "Annie" (Carlton, Jenkins) – 4:48
4. "San Francisco" (Carlton) – 4:12
5. "Afterglow" (Carlton) – 3:56
6. "Private Radio" (Carlton, Jenkins) – 2:59
7. "Half a Week Before the Winter" (Carlton) – 3:27
8. "C'est la Vie" (Carlton) – 2:34
9. "Papa" (Carlton) – 2:39
10. "She Floats" (Carlton) – 5:15
11. "The Wreckage" (Carlton) – 2:17
12. "Where the Streets Have No Name" (Bono, U2) – 5:37